# Осиновський (Нев'янський міський округ)
Оси́новський (рос. Осиновский) — селище у складі Нев'янського міського округу Свердловської області.
Населення — 26 осіб (2010, 8 у 2002).
Національний склад станом на 2002 рік: росіяни — 50 %, татари — 37 %.
Стара назва — Осиновський Рудник.